# Derrioides villaria
Derrioides villaria är en fjärilsart som beskrevs av Felder 1874. Derrioides villaria ingår i släktet Derrioides och familjen mätare. Inga underarter finns listade i Catalogue of Life.